# Sobre la rehabilitación de los pueblos reprimidos
Sobre la rehabilitación de los pueblos reprimidos (en ruso: Закон РСФСР от 26 апреля 1991 г. N 1107-I "О реабилитации репрессированных народов":  г. N 1107-yo "О реабилитации репрессированных народов") es la ley N 1107-I de la República Socialista Federativa Soviética de Rusia firmada el 29 de abril de 1991 y actualizada por la ley N 5303-I del 1 de julio de 1993 de la Federación de Rusia.
La ley fue precedida por la Declaración del Sóviet Supremo de la Unión Soviética del 14 de noviembre de 1989 "Sobre el reconocimiento como ilícito de un delincuente de medidas represivas contra los pueblos sometidos a deportación forzosa y sobre la garantía de sus derechos".
La ley de 1991 tenía varias deficiencias.
Después de la anexión de Crimea por Rusia, el 21 de abril de 2014, Vladímir Putin firmó el decreto n.º 268 "О мерах по реабилитации армянского, болгарского, греческого, крымско-татарского и немецкого народов и государственной поддержке их возрождения и развития" ("Sobre las medidas para la rehabilitación de los pueblos armenio, búlgaro, griego, tártaro de Crimea y alemán así como el apoyo estatal para su resurgimiento y desarrollo"), modificado por el decreto n.º 458 del 12 de septiembre de 2015. El decreto se refería al estatus de los pueblos mencionados que residían en la RASS de Crimea y fueron deportados de allí. No estaban cubiertos por la ley de 1991/1993 porque Crimea no era parte de la Federación de Rusia.